# U-245
| U-245 | U-245 | U-245 |
| --- | --- | --- |
| U 245 | | |
| | | |
| Зображення підводного човна підтипу VIIC                                                                     | | |
| Верф | Friedrich Krupp Germaniawerft, Кіль                                                                                | Friedrich Krupp Germaniawerft, Кіль                                                                                |
| Під прапором                                                                                                 | Третій Рейх | Третій Рейх |
| Належність                                                                                                   | Крігсмаріне | Крігсмаріне |
| Порт приписки                                                                                                | Кіль Ла-Паліс Фленсбург                                                                                            | Кіль Ла-Паліс Фленсбург                                                                                            |
| Замовлення                                                                                                   | 10 квітня 1941 | 10 квітня 1941 |
| Закладений                                                                                                   | 18 листопада 1942                                                                                                  | 18 листопада 1942                                                                                                  |
| Спуск на воду                                                                                                | 25 листопада 1943                                                                                                  | 25 листопада 1943                                                                                                  |
| Введений до складу флоту                                                                                     | 18 грудня 1943 | 18 грудня 1943 |
| На службі | 1943—1945 | 1943—1945 |
| Сучасний статус                                                                                              | 9 травня 1945 року капітулював у Бергені у Норвегії; 7 грудня 1945 року затоплений в операції «Дедлайт»            | 9 травня 1945 року капітулював у Бергені у Норвегії; 7 грудня 1945 року затоплений в операції «Дедлайт»            |
| Бойовий досвід                                                                                               | Друга світова війна Битва за Атлантику                                                                             | Друга світова війна Битва за Атлантику                                                                             |
| Проєкт | | |
| Тип ПЧ | середній торпедний ДПЧ                                                                                             | середній торпедний ДПЧ                                                                                             |
| Вартість | 4 714 000 ℛℳ | 4 714 000 ℛℳ |
| Основні характеристики                                                                                       | | |
| Швидкість (надводна)                                                                                         | 17,7 вузла (32,8 км/год)                                                                                           | 17,7 вузла (32,8 км/год)                                                                                           |
| Швидкість (підводна)                                                                                         | 7,6 вузла (14,1 км/год)                                                                                            | 7,6 вузла (14,1 км/год)                                                                                            |
| Робоча глибина занурення                                                                                     | 100 м | 100 м |
| Гранична глибина занурення                                                                                   | 220 м | 220 м |
| Дальність плавання                                                                                           | 135—174 км на швидкості 4 вузли (у підводному положенні) 11 470 км на швидкості 10 вузлів (у надводному положенні) | 135—174 км на швидкості 4 вузли (у підводному положенні) 11 470 км на швидкості 10 вузлів (у надводному положенні) |
| Екіпаж | 44—60 осіб | 44—60 осіб |
| Розміри | | |
| Довжина найбільша (по КВЛ)                                                                                   | 67,1 м | 67,1 м |
| Ширина корпусу найб.                                                                                         | 6,2 м | 6,2 м |
| Висота | 9,6 м | 9,6 м |
| Середня осадка (по КВЛ)                                                                                      | 4,74 м | 4,74 м |
| Водотоннажність надводна                                                                                     | 769 т | 769 т |
| Водотоннажність підводна                                                                                     | 871 т | 871 т |
| Силова установка                                                                                             | | |
| Дизель-електрична: 2 дизельних двигуни MAN M 6 V 40/46, 2 електродвигуни Siemens-Schuckert-Werke GU 343/38-8 | | |
| Гвинти | 2 | 2 |
| Потужність                                                                                                   | 2800—3200 к.с. (дизелі) 750 к.с. (електродвигуни)                                                                  | 2800—3200 к.с. (дизелі) 750 к.с. (електродвигуни)                                                                  |
| Озброєння | | |
| Артилерія | 1 × 88-мм палубна гармата SK C/35                                                                                  | 1 × 88-мм палубна гармата SK C/35                                                                                  |
| Торпедно- мінне озброєння                                                                                    | 4 носових і один кормовий ТА 14 торпед або 26 мін TMA                                                              | 4 носових і один кормовий ТА 14 торпед або 26 мін TMA                                                              |
| ППО | 1 × 37-мм зенітна гармата Flak M42 2 × 20-мм зенітні гармати FlaK 30                                               | 1 × 37-мм зенітна гармата Flak M42 2 × 20-мм зенітні гармати FlaK 30                                               |

U-245 — німецький середній підводний човен типу VIIC, що входив до складу Військово-морських сил Третього Рейху за часів Другої світової війни. Закладений 18 листопада 1942 року на верфі № 679 компанії Friedrich Krupp Germaniawerft у Кілі. Спущений на воду 25 листопада 1943 року. 18 грудня 1943 року корабель увійшов до складу 5-ї навчальної флотилії ПЧ ВМС нацистської Німеччини. Єдиним командиром човна був корветтен-капітан Фрідріх Шуманн-Гінденберг.

## Історія
U-245 належав до німецьких підводних човнів типу VIIC, найчисельнішого типу субмарин Третього Рейху, яких випущено 703 одиниці. Службу розпочав у складі 5-ї навчальної флотилії ПЧ, з 1 серпня 1944 року переведений до бойового складу 3-ї флотилії, а з 1 жовтня 1944 року служив у складі 33-ї флотилії ПЧ. Протягом війни з серпня 1944 до травня 1945 року U-245 здійснив 3 бойових походи в Північну Атлантику, під час яких потопив три судна (17 087 т).
9 травня 1945 року U-245 капітулював союзникам у Бергені. 30 червня переміщений до Лох-Раян у Шотландії. 7 грудня 1945 року потоплений під час операції «Дедлайт».

## Перелік уражених U-245 суден у бойових походах
| №                                                                   | Дата           | Командир ПЧ                       | Назва          | Тип                | Належність      | Водотоннажність (брт) | Вантаж | Конвой         | Результат та координати                                              | Наслідки атаки для екіпажу      | Прим.                 |
| ------------------------------------------------------------------- | -------------- | --------------------------------- | -------------- | ------------------ | --------------- | --------------------- | --- | -------------- | -------------------------------------------------------------------- | ------------------------------- | --------------------- |
| Другий похід (14.01—18.02.1945, 36 діб; Гельголанд—Вільгельмсгафен) |                |                                   |                |                    |                 |                       | |                |                                                                      |                                 |                       |
| 1                                                                   | 5 лютого 1945  | KrvKpt. Фрідріх Шуманн-Гінденберг | Henry B. Plant | суховантажне судно | США             | 7240                  | 9300 тонн інженерних матеріалів, включаючи залізні злітно-посадкові смуги, каналізаційні труби, кислоти, масла та механізоване обладнання | Конвой TAM-71  | потоплено 51°19′ пн. ш. 01°42′ сх. д. / 51.317° пн. ш. 1.700° сх. д. | 70 (16 загиблих та 54 вцілілих) | Судно класу «Ліберті» |
| Третій похід (09.04—09.05.1945, 31 доба; Гельголанд—Берген)         |                | KrvKpt. Фрідріх Шуманн-Гінденберг |                |                    |                 |                       | |                |                                                                      |                                 |                       |
| 2                                                                   | 18 квітня 1945 | KrvKpt. Фрідріх Шуманн-Гінденберг | Filleigh       | суховантажне судно | Велика Британія | 4856                  | 6000 тонн військових вантажів | Конвой TAM-142 | потоплено 51°20′ пн. ш. 01°42′ сх. д. / 51.333° пн. ш. 1.700° сх. д. | 54 (5 загиблих та 49 вцілілих)  |                       |
| 3                                                                   | 18 квітня 1945 | KrvKpt. Фрідріх Шуманн-Гінденберг | Karmt          | суховантажне судно | Норвегія        | 4991                  | 7539 тонн західноафриканської продукції, включно з арахісом і пальмовою олією                                                             | Конвой TAM-142 | потоплено 51°27′ пн. ш. 01°43′ сх. д. / 51.450° пн. ш. 1.717° сх. д. | 42 (4 загиблих та 38 вцілілих)  |                       |